# Марсилије Падовански
Марсилије Падовански ( 1280 , Падова - до 10. априла 1343 , Баварска ) - средњовековни схоластичар, политички филозоф, теоретичар секуларне државе.  Године 1324. написао је чувену књигу „Дефенсор Пацис” („Бранилац света”). У својој расправи „Бранилац мира“ Марсилије теоријски поткрепљује потребу поделе власти на законодавну и извршну, иако главни део његовог рада заузима оправдање раздвајања цркве и државе.

## Биографија
Поуздано се зна да је Марсилије рођен на северу Италије, у малом граду Падови, што је хероју у страним земљама дало дефинитивни надимак „Падуан“ (Падуанис). Али истраживачи немају консензус у погледу времена његовог рођења: на то указује интервал између 1270. и 1280. године. Иако су у другој половини 20. века многи од њих почели да буду склони веровању да је Марсилије рођен негде ближе крају овог периода. Историчари дају ово појашњење на основу индиректних података, посебно анализирајући информације садржане у два писма сународника Марсилија, падованског песника, драмског писца и провинцијског политичара Албертина Мусата. Марсилијус је добио добро медицинско образовање и искуство као практичар. Истина, западне енциклопедије извештавају да је Марсилије студирао и на Универзитету у Орлеану. Кратка потврда такве биографске чињенице налази се у расправи „Бранилац мира“, у којој се каже: „... И сам је аутор ове књиге видео, чуо и поуздано знао да су Орлеански студенти кроз поруке и писма, добио од Париског универзитета, најчувенијег и најпоштованијег, његова правила, привилегије и статуте...“
Прва половина живота Марсилија Падованског завршила се 1311. његовим појављивањем на Универзитету у Паризу као наставник „слободних уметности“ убрзо је чак изабран за ректора највећег одељења универзитета. У улози ректора општеобразовног одељења, Марсилије, наравно, није могао а да не створи бројне непријатеље унутар универзитета, које помиње у расправи „Бранилац мира“. Пре свега, ово се по свему судећи тиче дела утицајне професорске функције Богословског факултета. Марсилијева страст према авероизму, која је дубоко укорењена управо у уметничком одељењу, није могла да не утиче на његове односе са колегама. Да је имао медицинско образовање и свештенство, Марсилије Падовански би, наравно, могао да се пробије у редове наставника на престижним вишим факултетима – медицинским или теолошким. Међутим, више од 10 година предавао је само на уметничком одсеку. Креативне позиције Жана де Јандуна одиграле су посебну улогу у развоју Марсилија Падованског као научника и политичког мислиоца. Њихово дуготрајно пријатељство и сарадња чак су довели до спекулација да су Марсилијус и Жан заједно написали „Бранилац мира“. Међутим, истраживања немачких и америчких историчара у 19. и 20. веку оповргнула су ову хипотезу. Иако је Жан Жанденски свакако имао извесног учешћа у расправи. Посебно је скоро одмах превео дело Марсилија Падованског на француски, што је допринело широком ширењу идеја овог дела. Због идеја изнесених у овој књизи и других његових изјава, морао је да побегне из Париза у Нирнберг, на двор Лудвига IV Баварског, који је био у сукобу са папском куријом. У то време, двор Лудвига ИВ укључивао је многе непријатеље римског престола. На двору Лудвига IV, Марсилије је успео да постигне висок положај и учествовао је у походу Лудвига IV на Рим. За своју верну службу,  Лудвиг IV је именовао Марсилија на место архиепископа града Милана, иако је био световно лице. Марсилије, који се надао миротворној улози цара у западној Европи, а пре свега у Италији, растрзаној међусобним сукобима, чврсто је стао на његову страну у његовом дуготрајном сукобу са папством, оправдавајући Лудвигово царство не само личним квалитетима, већ и такође о „древној и привилегованој крви“. Одржавајући пријатељске односе са Вилијамом Окамским и другим противницима папства, написао је и „Де транслатионе империи Романи“, који је представљао коментарски препричавање дела италијанског аутора Ландолфа Колоне, који је испунио цареву наредбу писањем расправе „Де иурисдицтионе императорис ин цаусис матримониалибус“, правдајући незаконит, са црквеног становишта, брак сина Лудвига IV. Поседује необјављено дело „Бранилац мањег”, које је додатак и појашњење одредби „Бранилац мира”. Очигледно, његову основу је створио Марсилије у Паризу у исто време када и „Бранилац мира“. Године 1327, Марсилије Падовански је заједно са Жандином екскомунициран од папе и осуђен на смрт као јеретик. Цар је одбио захтеве да изручи Марсилија Падованског и поставио га за једног од својих најближих саветника. Састављање царског указа, којим је заменио папу Јована XXIII и прогласио га „антипапом” приписује се Марсилију Падованском. Током свог боравка у Италији, цар је поставио Марсилија за папског викара у Риму; У овом рангу, Марсилије Падовански је кажњавао свештенство које је из страха од папске цензуре одбијало да врши службе. По повратку Лудвига у Немачку, утицај Марсилија Падованског на двору је нешто опао.
Марсилије Падовански је умро 1342-1343. Тачан датум смрти је такође мистерија за историчаре. Папа Климент VI га је у једном од својих докумената од 10. априла 1343. помињао као недавно преминулог. Али Лудвиг IV (Свети римски цар), у писму папи од 18. септембра 1343. године, обећавајући да ће предати јеретике из реда својих дворјана, помиње и њега. То је неким истраживачима дало повода да кажу да је половином септембра 1343. мислилац још увек био жив. Кажу да је цар боље знао судбину својих помоћника него далеки понтифик. Међутим, могуће је да би Луј IV једноставно варао говорећи о њему као о живом савезнику.

## Поглед на свет и идеје
Расправа „Бранилац мира“, која је Марсилија Падованског брзо прославила у многим земљама западне Европе, појавила се у лето 1324. О томе сведочи и датум њеног завршетка (24. јун 1324), стављен на крају неког руком писани текстови овог дела похрањени у библиотекама и књижарама Западне Европе и САД.
У класичном латинском има неколико значења: 1) свет; 2) мировни уговор; 3) мир, спокој; 4) помоћ, благослов, милост. С обзиром на друштвено-политичку оријентацију његовог стваралаштва, он несумњиво користи првенствено у смислу „мира“ и „спокојства“. Истовремено, аутор тесно повезује ова два значења, сматрајући мир у држави последицом друштвеног мира, који је за њега, као што произилази из контекста целокупног дела, главна земаљска вредност. „Овај трактат се зове 'Бранилац мира' јер разматра и објашњава основне узроке због којих грађански мир, или спокој [у друштву], постоји и одржава се, као и разлоге зашто настаје његова супротност - борба која га спречава и доводи до уништавања“. Кроз трактат „Бранилац мира“, који је дубоко узнемирио католичку елиту, образложено је побијање њених моћних амбиција као водећег и посебног узрока друштвених катастрофа у тадашњим европским земљама, а посебно у ауторовој родној Италији. Према Марсилију, ни Аристотел, који је детаљно описао порекло друштвених сукоба, ни филозофи његове епохе нису знали за такав разлог, будући да је настао много касније и сасвим случајно. Званична католичка доктрина о политичкој надмоћи римског бискупа, примећује Марсилије, „потпуно је штетна за људску расу и прети да нанесе непоправљиву штету било којој заједници или њеном делу ако томе не станемо у крај”.
Марсилије је себе прогласио коментатором Аристотела, али је у стварности своје идеје тумачио за своје потребе. Он се ослањао на пету књигу Аристотелове Политике, док су се сви остали коментатори углавном служили седмом и осмом.
Марсилије је тврдио да су разум и вера међусобно повезани и да се доказују. Међутим, за разлику од прихваћеног приступа, на пример, Томе Аквинског, где се тражи однос између разума и вере, Марсилије је тврдио да је довољан сам разум, док вера не оповргава, али не допуњује закључке извучене кроз разум. Марсилије своју мисао гради на основу човекове световне сврхе. Марсилије искривљује Аристотелов смисао говорећи да, очигледно, човек није друштвена животиња.
Марсилије је тврдио да је немогуће спознати верску сврху кроз разум. Рекао је да је немогуће доказати бесмртност душе уз помоћ вере. Није узео у обзир сврху човека који користи систем корака.
Марсилије је тврдио да у стварима које зависе од свих, свако треба да има право да утиче на ситуацију. Међутим, такав приступ не значи популизам и демократију, пошто је, у Марсилијевим очима, краљ тај који представља народ.
Међутим, Марсилија се може сматрати оснивачем популизма, јер је веровао да сваки појединац има своје интересе и да се свако понаша у складу са својом природом, па су стога сви номинално једнаки. Пред очима му је био републички систем свог родног града, где је највишу законодавну власт, макар формално, вршило градско веће које су бирали грађани, а чинило га је хиљаду чланова. Ово тело је именовало Подеста, који је вршио функције извршне власти у граду.
Црква је веровала да ће акције и дела у овом животу имати директан утицај на будући живот, али у очима Марсилија ове сфере су раздвојене, односно, иако ће се греси заиста рачунати у следећем животу, то не значи да неко тело може преузети моћ њихове осуде у овом животу.
Марсилијус је такође тврдио да је под сумњом могућност одрјешења од стране свештеника и преношења сакрамената од стране цркве. Марсилије је тврдио да је положај свештеника чисто симболичан, да он није посредник између божанског и земаљског, као што ни Римокатоличка црква није тај посредник. Марсилије је сматрао да народ треба да бира свештенике, а пошто краљ представља народ, он треба да бира папу.
По Марсилију, крштењем Константина црква се претворила у грешну организацију која није испуњавала своје функције по промислу Божијем.
Марсилије је такође изразио идеју поделе власти на две гране: законодавну и извршну. Веровао је да законодавна власт („право стварања и усвајања закона са обавезним налогом да се они повинују“) треба да припада народу („општа маса грађана или њен већи део“) или изабраном („онај или они коме су га грађани поверили”).
У Авињону је, након упознавања са радом, створена комисија кардинала и теолога да идеолошки процени главне одредбе „Бранитеља мира“. Пет од њих је идентификовано као посебно злонамерни и нетолерантни у були папе Јована XXII из октобра 1327. године. Али и после овога, папа је више пута негативно говорио о расправи. Штавише, по наредби Лудвига IV, крајем 1329. године, у Минхену су вођене јавне расправе по питању односа папе и цара. Под утицајем идеје Марсилија Падованског о факултативном црквеном крунисању монарха, немачки електори су 1338. одлучили да слободно изабраном цару није потребно папско одобрење.